# شقاقی چورزق
شقاقی چورزق یک منطقهٔ مسکونی در ایران است که در دهستان چورزق واقع شده‌است. شقاقی چورزق ۹۹ نفر جمعیت دارد.